# Space Pirate Captain Harlock (film)
Space Pirate Captain Harlock (宇宙海賊キャプテンハーロック Uchū Kaizoku Kyaputen Hārokku?) este un film 3D japonez din 2013, o animație regizată de Shinji Aramaki.

## Prezentare
În viitor, omenirea a găsit o modalitate de a călători mai repede decât lumina și a construit colonii pe mii de planete. Dar chiar și resursele universului încep să se micșoreze, astfel încât cinci sute de miliarde de oameni încep o lungă călătorie spre casă: Pământul. Dorința de a popula planeta-mamă se transformă într-un lung război până când o coaliție guvernamentală universală declară planeta Pământ ca fiind sacră, și, prin urmare, inaccesibilă umanității.
În acest univers pe moarte, piratul-spațial căpitanul Harlock călătorește cu Arcadia, o navă foarte puternică dotată cu un generator extraterestru bazat pe materie întunecată, totul pentru a îndeplini un plan misterios. Tânărul Yama, fratele lui Isola - comandantului flotei, se infiltrează printre membrii echipajului navei Arcadia pentru a descoperi care sunt obiectivele căpitanului-pirat.

## Distribuție
- Shun Oguri - Captain Harlock
- Haruma Miura - Yama
- Yū Aoi - Miime
- Arata Furuta - Yattaran
- Ayano Fukuda - Tori-san
- Toshiyuki Morikawa - Isola
- Maaya Sakamoto - Nami
- Miyuki Sawashiro - Kei
- Kiyoshi Kobayashi - Roujin
- Chikao Ōtsuka -  Soukan

## Vezi și
- Lista celor mai scumpe filme într-o altă limbă decât cea engleză